# Hrastnik
Hrastnik (izgovarjava [ˈxɾaːstnik] (), nemško Hrastnigg) je mesto s približno 5.000 prebivalci (2024) v Zasavju ter sedež občine in župnije Hrastnik. Karakterizira ga močan industrijski in rudarski pečat. Mestno naselje je razpotegnjeno po dolini potoka Boben in na strmih pobočjih nad dolino. Z vseh strani dolino obdajajo večinoma strma pobočja: zahodno od potoka se dviga Žrebljev hrib (721 m) in Poklon (518 m), na drugi strani dolina pa Jelenca (797 m) in Hrastniški hrib (556 m) s prevalom Blate.
Mesto se deli na Zgornji Hrastnik, Spodnji Hrastnik, Frtico in Novi dom med obema ter Log. Osrednji del skupaj z večino prebivalstva mesta Hrastnik obsega največja KS v občini Hrastnik, Krajevna skupnost Rudnik.

## Prometne povezave
Glavno prometnico za Hrastnik predstavlja glavna cesta G2-108, ki povezuje Ljubljano preko Litije, Trbovelj z Zidanim Mostom. Z Rimskimi Toplicami in posredno s Celjem je povezan z regionalno cesto R1-221, preko katere je povezan tudi s sosednjimi Trbovljami. Ta cesta se na poti do Trbovelj povzpne do 529 m visokega Ojstrškega prevala.
Skozi Hrastnik teče Južna železnica, na kateri se je promet začel odvijati leta 1849. Preko te povezave ima Hrastnik dobre in pogoste vlakovne povezave z Ljubljano in Trstom, Celjem, Mariborom in Dunajem ter s Posavskimi občinami in z Zagrebom ter Beogradom. Ta železniška povezava je predstavljala temelj za nagel industrijski razvoj, ki ga je mesto doživelo v 19. in 20. stoletju. Nekdanja po dolini Bobna potekajoča železniška proga je povezovala železniško postajo ob Savi tudi z rudnikom oziroma jamo Ojstro in je med drugim omogočala odvoz izkopanega premoga ter industrijskih proizvodov iz Tovarne kemičnih izdelkov in Steklarne Hrastnik.

## Zgodovina
Območje je bilo poseljeno že pred prihodom Rimljanov, o čemer priča najdba keltskega grobišča v Krnicah in mnogo starejša, kasneje izgubljena kamnita sekira, najdena na Kovku.
Iz časa Antike so bili najdeni ostanki starorimskega svetišča ob reki Savi, ob lokaciji današnje bencinske črpalke. Tu je bilo najdeno tudi mnogo rimske lončenine, različnih sponk za spenjanje las, pasov in krašenje oblek, obeskov in prstanov; našli so tudi rimske kovance, na podlagi česar je svetišče umeščeno v čas med 1. in 4. stoletjem našega štetja.
V srednjem veku so začeli nastajati kmečki zaselki. Kraj se prvič pisno omenja v 13. stoletju.
Ime Hrastnik se uradno uporablja šele od leta 1932, a je bilo to ime že prej v uporabi. Ime se je najprej nanašalo na vas na vzpetini nad sotočjem Bobna in Brnice. Od vasi ni do danes ostalo ničesar. Za območje, kjer je vas stala, se še uporablja ime Stari Hrastnik.
Naselje je nastalo leta 1822, ko so v Žuganju začeli z odkopavanjem premoga, leta 1857 pa so premog začeli odkopavati tudi v Ojstrem. Razvoj kraja je pospešila leta 1848 zgrajena južna železnica. V tem času so povečali izvoz premoga, odprli apnenice in leta 1860 zgradili kemično tovarno in steklarno. V Zasavju so sicer nastale steklarne v vseh treh rudarskih krajih, a ohranila se je le hrastniška. Edvard J. Heider je steklarniške naprave v Hrastnik prenesel iz Jurkloštra. Leta 1859 se je lastnik kemične tovarne v Trstu, Franc Gossleth, sicer delničar hrastniškega rudnika, odločil, da preseli tržaško kemično tovarno v Hrastnik. Začela je obratovati leta 1860. Rudarjenje je vplivalo na nastanek sosesk Log, Kolonija in Studence v zgornjem, severnem delu Hrastnika in Steklarna ter Kemična v spodnjem delu Hrastnika. Mesto se je začelo širiti na vzhod v dolino potoka Brnica in se skoraj povsem združilo z naseljem Dol pri Hrastniku.
Kmalu po nemški okupaciji 1941 se je v Hrastniku razvila močna organizacija OF. Sabotažne akcije so potekale v tovarnah, predvsem v rudniku. Kmalu so se na okoliških hribih pričeli formirati manjši partizanski oddelki. Partizani so uredili ilegalno tiskarno; najprej so tiskali na Žrebljevem hribu, kasneje so uredili tiskarno na Kalu, ki jo Nemci kljub več hajkam niso uspeli odkriti. V njej so ves čas vojne tiskali različne letake in drug propagandni material, ki so ga raznašali po Revirjih mladi kurirji. Že v prvem letu vojne so pričeli ustanavljati odbore OF in mladinske organizacije, ki so jih vodili zavedni domačini. Konec leta 1941 oz. na začetku naslednjega leta so organizacije OF delovale že skoraj v vseh vaseh okrog Hrastnika. Še posebej pomemben je bil odbor na Dolu, ki je imel zaupnike tudi po okoliških vaseh (Turje, Marno, Brdce, Brezno, Belovo, Klenovo), kjer se je OF v naslednjih mesecih precej razmahnila. Svoj odbor so imeli v Čečah, na Kalu so se aktivisti lahko zanesli na več kmetij kalskega področja in področja pod Mrzlico. Svobodomiselni in narodno zavedni ljudje so imeli svoje postajanke tudi v Kranicah in Podkrnicah. Podobno je bilo na drugem koncu hrastniške doline. Aktivisti, mladinci in partizani so se lahko zanesli na hiše na Ojstrem, Pleskem, na Ostenku, pod Žrebljevim hribom in v Prapretnem. Aktivisti OF in mladinci so zbirali obleko za partizane, poskrbeli za prenos sporočil, opozarjali na premike okupatorja in med ljudmi širili misel na odpor.
Začeli so s prvimi akcijami. Decembra 1941 so napadli rudniško vlečnico na Blatah. Napadli so Nemce na Kalu, na Katarini na Ostenku, minirali so Riklov most sredi Hrastnika, namenjen prevozu premoga iz rudnika na železniško postajo. Poškodovan je bil do te mere, da čezenj ni bila več možna vožnja z lokomotivo in so morali spuščati vagone na drugo stran v prostem teku. Napadli so tudi rudnik Ojstro in Huda jama, rušili železnico, gestapovce so razbili nad Govejim potokom in napadli Nemce v Bobnu. Prebivalci iz področja sedanje občine Hrastnik so sodelovali v odporniškem gibanju na različnih področjih. Veliko jih je bilo v partizanskih enotah na Dolenjskem, Štajerskem, Gorenjskem, pa tudi na Hrvaškem, na sremski fronti, v prekomorskih brigadah, borbi za Trst,...
Za okupacijsko oblast je bil Hrastnik zaradi rudnika in tovarn izjemnega pomena. To so kazali na vsakem koraku, saj so uveljavili trd režim. Slovensko zavedne ljudi so zapirali, družine pošiljali v taborišča in izgnanstvo, veliko se jih ni nikoli vrnilo. V Hrastniku se je 2. svetovna vojna končala 9. maja 1945. Hrastnik so partizani s potrpežlivostjo in pametno taktiko zavzeli brez izstreljenega naboja in človeških žrtev. Nemci so jim predali vsa skladišča z živili, orožjem in strelivom, partizani pa so zemeljske mine po nemških načrtih uspešno deaktivirali in odstranili. V narodnoosvobodilni vojni je s hrastniškega območja dalo življenje 388 ljudi (od tega je bilo 238 padlih v boju, 78 je bilo ustreljenih talcev, 72 pa pobitih oziroma umrlih v koncentracijskih taboriščih). V oboroženem boju je sodelovalo 960 ljudi. Po nekaterih ocenah je z OF tako ali drugče sodelovalo kar štiri petine prebivalcev hrastniške doline.
19.marca 1945 je eskadrilja Južnoafriških letalskih sil (SAAF) izvedla napad na Dol pri Hrastniku, ki je bil posledica navigacijske napake. Sprva je bilo mišljeno, da je bil napaden Trbovlje, vendar so navigatorji napačno identificirali cilj zaradi značilnosti tamkajšnje cerkve. Nesrečni dogodek je imel tudi hude posledice za prebivalstvo. V letalskem napadu so bile tudi smrtne žrtve ter več ranjenih. 
Še pred dvesto leti je tu stala vas Stari Hrastnik z devetimi kmetijami, po njej je mesto Hrastnik prevzelo ime, ko pa so potem odkrili črno zlato, ki je na vseh koncih gledalo ven, je bilo miru v kraju konec.Pričevanja domačinov in preživelih te hrastniške grozote govorijo, da so na območju Slovenije po 15.maju 1945 potekali množični poboji ujetih pripadnikov vojaških enot in civilistov. Usmrtitve so se izvajale brez pravnomočnih obsodb v pristojnosti sodišč. Šlo je za hudo kršenje človekovih pravic,storjena je bila nepopravljiva krivica vsem tistim, ki se niso strinjali stakratnimi politikami ter načinom vodenja novonastale oblasti. Odgovornost za ta dejanja nosijo tako tisti, ki so poboje ukazali,kakor tudi tisti, ki so jih izvrševali. Sledi takratnih okrutnih dejanj v obliki zunajsodnih pobojev najdemo po vsej Sloveniji. Tako je eno večjih morišč na Starem Hrastniku (nekoč naselje) v občini Hrastnik. Domnevamo, da je največ žrtev v rudniških razpokah Starega Hrastnika, kjer ležijo žrtve srbske narodnosti (usmrčeni po 20. maju 1945) in slovenske narodnosti (usmrčeni v začetku junija, po vsej verjetnosti v nočeh od 2. do 8. junija 1945). V rudnikih in rudniških razpokah izkopavanj do sedaj še ni bilo, so pa lokacije, dogodke iz Starega Hrastnika opisali trije, ki so se rešili bodisi z morišč ali na poti do njih. Med njimi je tudi oče misijonarja Pedra Opeke. Emigrirali so v tujino in stvar zapisali v knjigi Odprti grobovi.
Kljub hitremu razvoju in rasti v 19. in prvi polovici 20. stoletja je bil Hrastniku dodeljen status mesta šele leta 1952, istočasno kot sta ga dobili tudi sosednje Trbovlje in Zagorje ob Savi. Po letu 1960 so zgradili nova blokovska naselja v zgornjem Hrastniku in v naselju Podkraj na desnem bregu Save. Leta 1963 je prišlo do uvedbe uličnega sistema. Konec 60. let se je začelo pospešeno graditi novo mestno jedro v zgornjem delu Hrastnika. V spodnjem Hrastniku se je manjšalo število prebivalcev. Tudi zato so se servisne dejavnosti postopoma selile v zgornji del mesta. Počasi se je jedro Hrastnika tako preselilo s t. i. Križišča oziroma področja ob sotočju potokov Brnice in Bobna. Mesto se je širilo vse do začetka 90. let, ko se je zaradi slabih gospodarskih razmer oziroma brezposelnosti prebivalstvo po dolgem času začelo bolj odseljevati kot priseljevati.

## Kultura
V Hrastniku delujeta dve godbi na pihala, rudarska in steklarska. 
Rudarska je bila ustanovljena 1853 in je med najstarejšimi v Sloveniji. Bila je pomembna za ugled rudarskega stanu ter nepogrešljiv del delavskega gibanja. Hrastniška godba je prva slovenska vojaška godba, kajti leta 1944 so godbeniki z instrumenti vred odšli v partizane in julija 1944 sestavili vojaško godbo 7. korpusa in glavnega štaba NOV in POS, ki jo je vodil dirigent Jože Brun. Po vojni so se uvrstili v sam vrh slovenskega godbeništva, največji uspeh so godbeniki dosegli leta 1998 na tekmovanju v Krškem, kjer so se uvrstili v 1. kakovostno (koncertno) skupino.
Steklarska godba je mlajša, ustanovljena je bila leta 1932. Steklarska godba vsako leto organizira božično-novoletni koncert, ki je ena izmed najbolj obiskanih kulturnih prireditev v občini.
Od leta 2002 zavod Vitkar organizira mednarodni festival sodobnega gledališča in plesa Rdeči revirji, ki poteka vsako leto maja v Hrastniku in tudi drugod po Zasavju.

## Dediščina
V bližini sotočja stoji spomenik padlim borcem NOB in žrtvam fašizma, ki je projekt inž. Kopača z Zavoda za spomeniško varstvo Ljubljana, okolica pa je projekt inž. Krulčeve. Bronasta plastika na spomeniku je delo kiparja Stojana Batiča. V zgornjem Hrastniku v samem centru stoji spomenik rudarskim rodovom imenovan "Izmena v rudniku", ki je tudi delo kiparja Stojana Batiča.
Nasproti steklarne stoji Steklarski grad oziroma Seppijeva graščina (it. Villa de Seppi), ki ga je leta 1892 dala postaviti baronica Ema de Seppi. Bila je hči lastnika Tovarne kemičnih izdelkov, Franca Gossletha. Grad je bil zgrajen leta 1894 in je pomanjšana različica cesarskega gradu Miramar pri Trstu. Kot dekorativni motiv opazimo Davidovo zvezdo, kar potrjuje, da so bili lastniki tržaški judje. Notranjščina se odlikuje s kvalitetnim stopniščem, opremljenim s kovano ograjo ter reprezentančnimi prostori v pritličju. V nekaterih stranskih sobah so stropi dekorativno freskani. Veliko slavnostno sobo v pritličju je v lepem klasičnem slogu poslikal dunajski slikar Libecky, prijatelj baroničine nečakinje.

## Ljudje, povezani s krajem
- Ana Dimnik, slovenska gostilničarka in aktivistka
- Josip Brinar, slovenski pisatelj in učitelj
- Anton Sovre, filolog in prevajalec
- Fedor Gradišnik, lekarnar, gledališki režiser, igralec in publicist
- Janko Orožen, slovenski zgodovinar in šolnik
- Lidija Šentjurc, slovenska političarka in častnica
- Jože Menih, narodni heroj, politkomisar Pohorskega bataljona
- Rudi Babič, rudarski inženir, univerzitetni profesor in gospodarstvenik
- Stane Dolanc, slovenski politik
- Ante Mahkota, slovenski alpinist, fotoreporter in avtomobilski novinar
- Božidar Wolfand - Wolf, pop pevec, skladatelj
- Branko Potočan, koreograf in gledališki plesalec
- Simon Tanšek, filmski snemalec
- Peter Kauzer, kajakaš, evropski in dvakratni svetovni prvak v slalomu na divjih vodah
- Sonja Draksler (*1927), operna pevka, mezzosopranistka
- Branko Klančar (*1948), fotograf, oblikovalec, slikar, filmski pedagog, fotokronist
- Glasbena skupina Veter
- Vesna Ojsteršek Drnovšek, namiznoteniška igralka, športna trenerka
- Stanko Abram, didžej in producent elektronske glasbe, znan tudi kot DJ Stanny
- Darko Jorgić, namiznoteniški igralec

## Pobratena mesta
- Montigny-en-Gohelle, Francija